# Abarán
Abarán ist eine südspanische Kleinstadt und eine aus dem Hauptort, drei Dörfern und mehreren Weilern (pedanías) bestehende Gemeinde (municipio) mit 13.000 Einwohnern (Stand: 2024) im Zentrum der Provinz Murcia in der gleichnamigen autonomen Region Murcia. 

## Lage
Die Kleinstadt Abarán liegt im Norden des Valle de Ricote auf einem Hügel in einer Schleife des Río Segura knapp 50 km (Fahrtstrecke) nordwestlich der Stadt Murcia in einer Höhe von ca. 170 bis 190 m ü. d. M. Das Klima im Winter ist gemäßigt, im Sommer dagegen warm bis heiß; die geringen Niederschlagsmengen (ca. 300 mm/Jahr) fallen – mit Ausnahme der nahezu regenlosen Sommermonate – verteilt übers ganze Jahr.

## Bevölkerungsentwicklung
| Jahr      | 1877  | 1900  | 1950  | 2000   | 2016   |
| Einwohner | 2.652 | 3.834 | 8.422 | 12.241 | 13.183 |

Die kontinuierliche Bevölkerungsanstieg ist im Wesentlichen auf die immer noch anhaltende Zuwanderung aus dem ländlichen Umland zurückzuführen. Auch die relative Nähe zum Großraum Murcia spielt eine Rolle.

## Wirtschaft
Abarán liegt im Norden der agrarisch genutzten Kernzone der Provinz Murcia – es wurden Getreide, Weinreben sowie Oliven- und Obstbäume aller Art angepflanzt; Gemüse stammte aus den Hausgärten. Heute werden hauptsächlich Zitrusfrüchte und Oliven geerntet. Im Ort selbst haben sich Kleinhändler, Handwerker und Dienstleistungsbetriebe aller Art angesiedelt.

## Geschichte
Die ältesten Fundstücke, die die Anwesenheit des Menschen in der Region bezeugen, werden in die Bronzezeit (um 2000 v. Chr.) datiert. Iberische, karthagische und römische Kleinfunde wurden ebenfalls gemacht, wohingegen  westgotische oder byzantinische Funde fehlen. In den Jahren nach 711 wurde die Gegend von den Mauren überrannt; der Ort erhielt den Namen Fauaran. Nach dem Ende des Kalifats von Córdoba entstand das Taifa-Königreich Murcia, das nach der Rückeroberung (reconquista) der Region durch kastilisch Truppen unter Alfons X. im Jahr 1243 in ein christliches Königreich umgewandelt wurde, welches jedoch eng mit der Krone von Kastilien verflochten war. Die Region des Valle de Ricote wurde dem Santiago-Ritterorden übergeben, doch in den Jahren 1296 bis 1304 kam sie vorübergehend unter aragonesische Herrschaft und im Jahr 1477 kurzzeitig unter die Herrschaft der Nasriden von Granada.

## Sehenswürdigkeiten

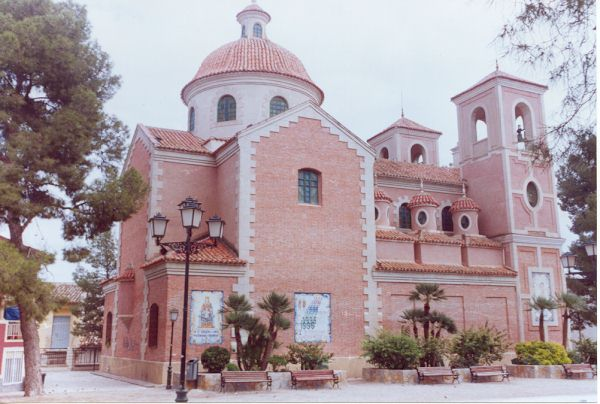
Ermita de los Santos Medicos

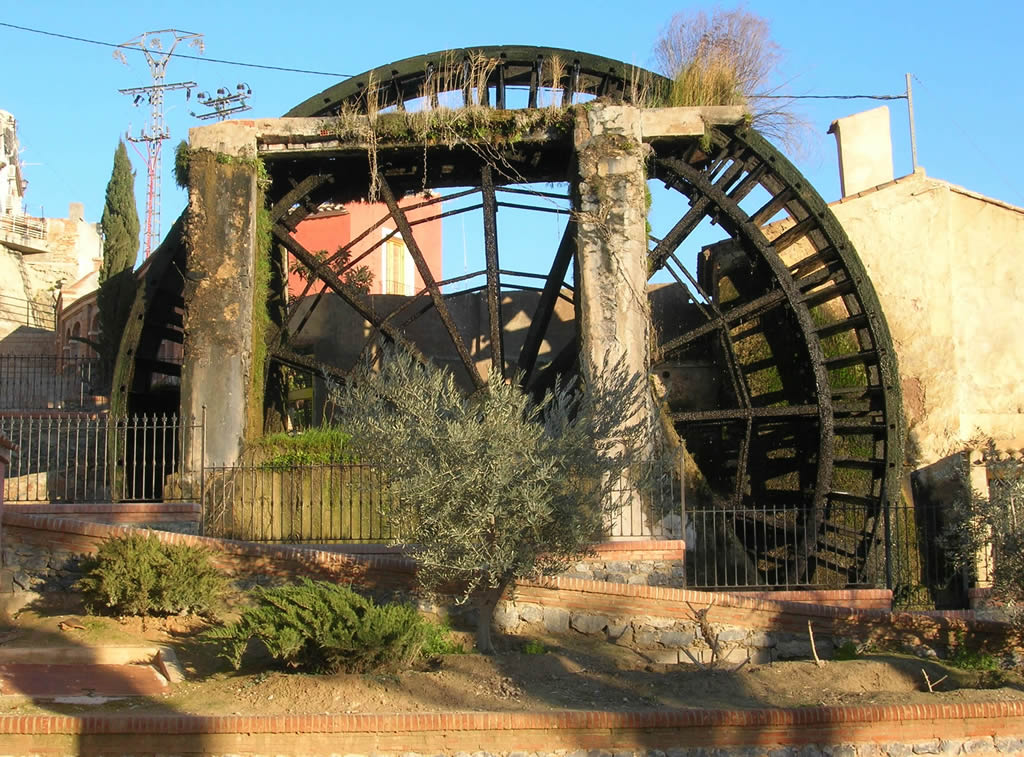
Noria Grande

- Der heutige Bau der Ermita de los Santos Médicos (gemeint sind die hll. Cosmas und Damian) stammt aus den 1950er Jahren und ersetzt eine während der Bürgerkriegsjahre zerstörte Vorgängerkirche aus den 30er Jahren des 19. Jahrhunderts, die ihrerseits Nachfolger eines Baues aus dem 16. Jahrhundert war. Die neue Kirche umfasst Stilelemente der Neoromanik und des Neobarock.[7]
- Die Puente Viejo genannte Brücke stammt ursprünglich wohl aus mittelalterlicher Zeit; diese wurde jedoch von Hochwassern des Río Segura immer wieder zerstört. Die heutige Brücke ist ein Bauwerk des ausgehenden 19. Jahrhunderts mit einer Fahrbahn aus Eisen.[8]
- Auf dem Gemeindegebiet befinden sich zahlreiche Wasserschöpfräder (norias), die an islamische Bewässerungstechniken erinnern.[9]